# Comtat de Murray (Oklahoma)
El Comtat de Murray (en anglès: Murray County) és un comtat localitzat a la part centre sud de l'estat estatunidenc d'Oklahoma. Tenia una població de 13.488 habitants segons el cens dels Estats Units del 2010. La seva seu de comtat és Sulphur.

## Geografia
Segons l'Oficina del Cens dels Estats Units, el comtat tenia una àrea de 1.101 km². D'aquests 1.101 km², 1.083 km² eren terra i 17 km² (1,57%) eren aigua.

### Autovies principals
- Interstate 35
- U.S. Highway 77
- U.S. Highway 177
- State Highway 1
- State Highway 7

### Àrea nacional protegida
- Chickasaw National Recreation Area

### Comtats adjacents
|  |  |  |
|  |  |  |
|  |  |  |

## Demografia

Piràmide de població del Comtat de Murray (2000)

Segons el cens del 2000, hi havia 12.623 persones, 5.003 llars, i 3.587 famílies residint en el comtat. La densitat de població era d'unes 12 persones per km². Hi havia 6.479 llars en una densitat d'unes 6 per km². La composició racial del comtat era d'un 80,76% blancs, un 1,90% negres o afroamericans, un 11,57% natius americans, un 0,32% asiàtics, un 0,03% illencs pacífics, un 1,16% d'altres races, i un 4,26% de dos o més races. Un 3,15% de la població eren hispànics o llatinoamericans.
Hi havia 5.003 llars de les quals un 30,90% tenien menors d'edat vivint-hi, un 57,70% eren parelles casades vivint juntes, un 10,20% eren dones vivint soles, un 28,30% no eren famílies. En un 25,20% de totes les llars hi vivia només una persona i en un 12,70% hi vivia algú d'edat 65 o més sol o sola. De mitjana la mida de la llar era de 2,45 persones i la de la família de 2,92 persones.
En el comtat, la població estava repartida en un 24,20% menors de 18 anys, un 8,00% de 18 a 24 anys, un 25,10% de 25 a 44 anys, un 24,30% de 45 a 64 anys, i un 18,50% majors de 64 anys. L'edat mediana era de 40 anys. Per cada 100 dones hi havia 97,40 homes. Per cada 100 dones d'edat 18 o més, hi havia 92,80 homes.
L'ingrés anual de mitjana per cada llar en el comtat era de 30.294 $, i l'ingrés anual de mitjana per cada família en el comtat era de 37.303 $. Els homes tenien un ingrés anual de 28.381 $ mentre que les dones en tenien de 19.727 $. La renda per capita pel comtat era de 16.084 $. Un 11,10% de la famílies i un 14,10% de la població estaven per sota del llindar de la pobresa, incloent-hi dels quals un 16,90% eren menors de 18 anys i un 15,10% eren majors de 64 anys.

## Entitats de població
| - Chigley - Davis - Dougherty - Drake - Hickory - Iona | - Jollyville - Joy - Nebo - Scullin - Sulphur |